# Manfred Eicher
Manfred Eicher, född 9 juli 1943 i Lindau, Tyskland, är en tysk skivproducent och grundare av skivbolaget ECM och dess dotterbolag.   
Manfred Eicher studerade musik vid Academy of Music i Berlin. Eicher var en stor beundrare av jazz och spelade även elbas. År 1969 grundade han ett nytt skivbolag i München vid namn ECM – Edition of Contemporary Music. Några av de mest kända artisterna han har spelat in är: Keith Jarrett, Jan Garbarek, Chick Corea, Gary Burton, Jack DeJohnette, Dave Holland, Pat Metheny, Ralph Towner, Terje Rypdal och Art Ensemble of Chicago. 
Säkerligen blev The Köln Concert av Keith Jarrett den mest betydelsefulla skivan för ECM under skivbolagets första år. Nästan lika känd blev Pat Methenys album American Garage som kom under samma tid. 
1984 startade Eicher en ny avdelning av ECM som kallades ECM New Series för skriven musik (eller europeisk klassisk musik), inte jazz. Några kompositörer vars verk blev utgivna av New Series var Steve Reich, Arvo Pärt, John Adams, Meredith Monk, Tigran Mansurian och en kompositör från medeltiden, Pérotin. Kanske den mest anmärkningsvärda skivan var succén Officium (1993), ett samarbete mellan Jan Garbarek och The Hilliard Ensemble som sjöng kompositioner av Pérotin och även andra.
1992 var Manfred Eicher med och regisserade och skrev även manus till filmen Holozän (Man in the Holocene). 2002 skrev han filmmusiken till filmen Kedma.